# Batahir
Batahir (albanska: Batahir, (serbiska: Bataire) är en by i Kosovo. Den ligger i kommunen Mitrovica. Enligt den senaste folkräkningen år 2011 fanns det 0 invånare.